# سوزوکا، میه
سوزوکا در استان میه در کشور ژاپن  واقع شده‌است  که دارای جمعیت ۱۹۷٬۴۳۷ نفر و مساحت ۱۹۴٫۶۷ کیلومتر مربع با تراکم جمعیت ۱٬۰۱۴  نفر در کیلومترمربع است و در تاریخ ۱ دسامبر ۱۹۴۲ به عنوان شهر شناخته شد.